# Arpád Izsmán
Arpád Izsmán (* 7. srpna 1980) je slovenský fotbalový brankář, hráč slovenského klubu DAC 1904 Dunajská Streda.

## Klubová kariéra
Odchovanec DAC 1904 Dunajská Streda hrál postupně v klubech TJ Gabčíkovo (1997–2012) a v TJ Družstevník Vrakúň (zde nejprve hostování v roce 2012 a v letech 2013–2014 byl kmenovým hráčem). V létě 2014 se vrátil do Dunajské Stredy.